# Galeopsis ludwigii
Galeopsis ludwigii là một loài thực vật có hoa trong họ Hoa môi. Loài này được Hausskn. mô tả khoa học đầu tiên năm 1884.